# Arsenal FC 2019/2020
Säsongen 2019/2020 var Arsenals 28:e i Premier League, den 103:e i högsta serien och den etthundrade i rad i engelsk fotbolls finrum. Klubben deltog i Premier League, i FA-cupen, i UEFA Europa League och i Engelska Ligacupen.
Trots att laget slutade på åttonde plats i serien och genomgick en högst turbulent säsong med flera tränarbyten, lyckades Arsenal i säsongens sista match ta hem en titel, när de för fjortonde gången vann FA-cupen. Dessutom vann Arsenal den 28 augusti Community Shield-matchen mot Liverpool med 6–5 (efter straffar, 1–1 vid full tid),

## Hösten 2019

### Försäsongen
Fem unga spelare – Reiss Nelson, Joe Willock, Eddie Nketiah, Emile Smith Rowe och Matt Macey – fick nya tröjnummer när de "befordrades" från akademilaget till seniortruppen.
Spelarförlusterna var få. Målvakten Petr Čech avslutade sin karriär. Mittbacken och lagkaptenen Laurent Koscielny vägrade följa med på försäsongsturnén i USA, och tvingade efter nio år i Arsenal fram en övergång till franska ligaklubben FC Bourdeaux. Lämnade gjorde också Takuma Asano, utan att ha spelat en minut för klubben, och Carl Jenkinson, som gick till Nottingham Forest.
Sommarens första värvning var den unge brasilianske anfallaren Gabriel Martinell, från Ituano för £6 miljoner. I slutet av juli lockades lika unge mittbacken William Saliba från Saint-Etienne – dit han lånades tillbaka för säsongen 2019/2020. In för säsongen, från Real Madrid, lånades mittfältaren Dani Ceballos.
Trots dessa nyförvärv kom kritik från Arsenal-supportrar mot ägaren Stan Kroenke för att värvningsbudgeten sagts vara så låg som 45 miljoner pund – vilket visade sig vara en rejäl underdrift när Arsenal 1 augusti värvade den ivorianske kantspelaren Nicholas Pépé från Ligue 1-klubben Lille för hela 72 miljoner pund, Arsenal dittills dyraste spelarköp.
Den 8 augusti, då transferfönstret stängdes, värvades först vänsterbacken Kieran Tierney från Celtic för 25 miljoner pund, och några timmar senare mittbacken David Luiz från Chelsea för 8 miljoner pund. Arsenalyttern Alex Iwobi släpptes till Everton för 28 miljoner pund, och anfallaren Eddie Nketiah lånades ut till Leeds.

### Hösten
Den andra säsongen med Unai Emery som tränare började med segrar mot Newcastle och Burnley, innan Liverpool blev för svåra i Nicolas Pépés första match. Den 30 augusti lottades Arsenal mot tyska Eintracht Frankfurt, portugisiska Vitória de Guimarães och belgiska Standard Liège i gruppspelet i Europa League. Och dagen därpå såldes – överraskande – vänsterbacken Nacho Monreal till spanska Real Sociedad. Just innan det europeiska transferfönstret stängdes lånades Mohamed Elneny ut till turkiska Beşiktaş och Henrikh Mkhitaryan till italienska Roma.
I North London Derby hemma mot Tottenham vändes ett tvåmålsunderläge till oavgjort 2–2 efter mål av Lacazette och Aubameyang, vilket följdes av en tappad tvåmålsledning mot Watford, 2–2. En smått sensationell debut av 18-årige Bukayo Saka, som passade till två mål och gjorde ett själv i 3–0-segern borta mot Frankfurt i Europa League, följdes av en dramatisk ligamatch mot Aston Villa som Arsenal vann med 3–2 trots 1–2-underläge och spel med en man kort sista halvtimmen. I ligacup-segern med 5–0 mot Nottingham Forest gjorde Gabriel Martinelli två mål, långtidsskadade Rob Holding ett, unge Reiss Nelson ett och både Héctor Bellerín och Calum Chambers återvände från skador till passningspoäng. Och Kieran Tierney debuterade i Arsenaltröjan.
1–1 borta mot Manchester United i ligan följdes av 4–0 mot Standard Liège i Europa League, med två nya mål av Martinelli. Efter 1–0 hemma mot Bournemouth var Arsenal på tredje plats i Premier League. 
Efter landslagsuppehållet andra veckan i oktober förlorade Arsenal borta mot Sheffield United, 0–1. En ny förlust var nära i Europa League, hemma mot Vitoria, innan Pépé med två frisparkar i 80:e och 92:a minuten lyckades vända underläge till seger med 3–2. I nästa match, hemma mot Crystal Palace, hade Arsenal återigen ledningen med två mål innan Palace kvitterade. Efter en svag insats blev Granit Xhaka sent i matchen utbytt. Han slet av sig tröjan, svor åt supportrarna – och blev av med kaptensbindeln och var därefter inte ens på bänken de kommande matcherna. Att ett sent mål av Sokratis dömdes bort gjorde inte dagen bättre. Så långt låg Arsenal på femte plats ligan.   
Kort därpå blev det respass ur Ligacupen efter en av de målrikaste matcherna i cupens historia. Till sist stod Liverpool som segrare på Anfield efter 5–5 vid full tid och 5–4 på straffar. Mål av ungdomarna Martinelli och Willock gav ändå visst hopp för framtiden. 
November började som oktober slutat, med två oavgjorda matcher: 1–1 mot Wolverhampton i ligan följdes av 1–1 mot Vitória i Europa League, i en match där Arsenal inte åstadkom mer än ett enda skott på mål. Veckan därpå blev det 0–2 mot Leicester, vilket var den sjätte matcher i rad utan seger. Kritiken mot tränare Emery ökade, och det ryktades om att han skulle få sparken. 
Sedan Lacazette kvitterat till 2–2 hemma mot Southampton först i 96:e minuten ställdes Emerys ledarskap på sin spets i Europa League, där Arsenal kunde ta sin åttonde raka hemmaseger, men trots 1–0 mot Eintracht Frankfurt i halvtid blev det förlust med 1–2. Dagen därpå fick Unai Emery sparken, och förre Arsenal-spelaren Fredrik Ljungberg trädde in som tillförordnad tränare.

### Ljungberg tillfällig ersättare för Emery
Fredrik Ljungbergs första match som interim-tränare kom den 1 december på Carrow Road mot Norwich. Trots att Arsenal dominerade inledningen lyckades hemmalagets finske anfallare Teemu Pukki göra första målet, men bara någon minut senare kunde Aubameyang utjämna på en retur från hans egen straff. Trots ny ledning för Norwich räckte Aubameyangs andra mål för dagen – och en serie fantomräddningar av Bernd Leno – till oavgjort, 2–2.
Den 5 december var det dags för Ljungbergs första hemmamatch, mot Brighton, som överraskande vann med 2–1 och därmed förlängde Arsenals "vinstlösa" period till nio matcher. Perioden såg ut att förlängas till tio sedan West Ham tagit ledningen på hemmaplan, innan Gunners tog sig samman och vann med 3–1 efter mål av Martinelli, Pépé och Aubameyang. Arsenal var åter på ligatabellens övre halva.
Med lite bättre självförtroende kunde Arsenal sedan klara 2–2 bort mot Standard Liege i Europa League, vilket räckte till gruppseger och avancemang till 16-delsfinalerna (där man lottades mot grekiska Olympiakos). Glädjen blev dock kortvarig, sedan de regerande mästarna Manchester City spelat ut Gunners på Emirates och vunnit med 3–0 efter två mål och en assist av Kevin De Bruyne.
Efter bara en seger på fem matcher, blev det dock omöjligt för Fredrik Ljungberg att fortsätta som manager på längre sikt. Den 20 december utsågs förre Arsenalspelaren Mikel Arteta – som de senaste tre åren varit assisterande tränare till Pep Guardiola i Manchester City och hunnit vinna två liga- och fem cuptitlar – till ny manager. 

### Mikel Arteta ny tränare
Den nyutnämnde tränaren fick börja på läktaren och se "Ljungbergs Arsenal" spela 0–0 borta mot Everton – Arsenal första 0–0-match sedan december 2017. Artetas första match kom istället på annandagen, borta mot Bournemouth där Aubameyangs kvittering till 1–1 säkrade en poäng.
Aubameyang sköt också ett tidigt ledningsmål i årets sista match, hemma mot Chelsea, men gästerna lyckades vända och vinna med 2–1.

### Våren 2020
Om 2019 hade slutat illa började år 2020 desto bättre, med 2–0 hemma mot Manchester United på nyårsdagen. Även i nästa match, hemma mot Leeds i FA-cupen, blev det med viss svårighet seger med 1–0.
Den 10 januari lånades akademispelarna Tyreece John-Jules och Emile Smith-Rowe ut till Lincoln City och Huddersfield för resten av säsongen. Den 13 januari lånades mittbacken Konstantinos Mavropanos ut till tyska 1. FC Nürnberg, och dans därpå lånades akademi-målvakten Dejan Iliev ut till polska Jagiellonia Bialystok.
Arsenals första bortamatch för året kom den 11 januari på Selhurst Park mot ett skadedrabbat Crystal Palace. Pierre-Emerick Aubameyangs 14: mål för säsongen gav Arsenal ledningen med 1–0, men "Auba" fick sedan rött kort efter en vådlig tackling. Matchen slutade 1–1. Det gjorde också nästa match, hemma mot Sheffield United, då Gabriel Martinelli fick göra sitt andra ligamål.  
Den svåra bortamatchen på Stamford Bridge mot Chelsea, bara tre veckor efter förlusten på Emirates, började olyckligt, sedan Shkodran Mustafis slarviga bakåtpassning gett Tammy Abraham ett friläge – men fällts av David Luiz, som fick rött kort. Straff och 1–0 till Chelsea i halvtid. Mustafi fick en viss revansch efter paus, då hans rensning efter en hörna nådde Martinelli, som på en 60-meterslöpning från egen planhalva dribblade bort tre försvarare innan han iskallt satte kvitteringen bakom Chelseas målvakt Kepa. Chelsea tog ledningen igen innan Hector Bellerin i 87:e minuten – med Arsenals andra skott i matchen – kunde fastställa det ganska hedrande slutresultatet 2–2.
Arsenals starka form höll i sig mot Bournemouth i FA-cupens fjärde omgång. Seger med 2–1 efter mål av Bukayo Saka och Eddie Nketiah, som nyss återkallats från lånet till Leeds.
Den 30 januari gjordes en första värvning under vinterns transferfönster, när den spanske försvararen Pablo Mari lånades in för resten av säsongen från brasilianska Flamengo. Dagen därpå kom ett andra lån: Southamptons rutinerade portugisiske högerback Cédric Soares. 
Sex matcher utan förlust under Mikel Arteta blev sju efter 0–0 mot Burnley. Efter vinteruppehållet, då Arsenal hade ett träningsläger i Dubai, väntade hemmatch mot Newcastle. 4–0 efter mål av Aubameyang, Pépé, Özil och Lacazette ökade självförtroendet – och än mer så med beskedet att UEFA skulle stänga av Manchester City från spela i Europa under två år, vilket skulle medföra att en femte plats i ligan skulle räcka för spel i Champions League. Och till femteplacerade Tottenham var det bara sex poäng.  
Det andra sättet att nå Europas främsta klubbturnering var att vinna UEFA Europa League. Efter segern i gruppspelet hade Arsenal lottats mot grekiska Olympiakos, med första matchen på bortaplan i Aten den 20 februari. Matchen såg länge ut att sluta 0–0, innan Bukayo Saka nådde Lacazette med en passning som resulterade i ett segermål.   
Bara tre dagar senare var det dags för en viktig hemmamatch mot Everton, som innehade niondeplatsen i ligan, två poäng före Arsenal. Och avtsåndet såg ut att växa, när Dominic Calvert-Lewin redan i första minuten gav gästerna ledningen på en cykelspark. Innan halvtidspausen kunde dock Nketiah utjämna, efter en precis passning av Bukayo Saka, och Aubameyang tryckte in ett ledningsmål efter en öppnande passning från David Luis. Resultatet i halvtid blev dock 2–2 sedan Richarlison kvitterat. Andra halvlek hann knappt börja innan Aubameyang kunde slå in ledningsmålet 3–2 vilket blev slutresultatet, mycket vare fina räddningar av Bernd Leno i Arsenal-målet. För första gången på ett halvår hade Arsenal vunnit två ligamatcher i rad.
Efter 1–0 på bortaplan mot Olympiakos i 16-delsfinalen Europa League förväntades Arsenal säkra avancemang på hemmaplan. Även den matchen var länge mållös, innan Pape Cisse nickade in ett ledningsmål för gästerna, och matchen gick till förlängning. I 113:e minuten kvitterade Aubameyang med en cykelspark, men inte heller det räckte. I 119:e minuten återtog Olympiakos ledningen, och gick därmed vidare tack vare fler gjorda mål på bortaplan.   
Sedan det blivit matematiskt omöjligt att vinna Premier League, och laget slagits ut ur både Ligacupen och Europa League, var FA-cupen Arsenals sista chans att vinna en titel säsongen 2019/2020. För att nå kvartsfinalen måste de först besegra Portsmouth, ett lag de inte förlorat mot på 21 matcher sedan 1958. Det blev seger med 2–0, och Arsenal lottades i kvarten mot Sheffield United, ett lag de mött två gånger under säsongen – 0–1 borta, 1–1 hemma.   
I ligan väcktes åter hoppet om att komma bland de fem bästa efter en seger (den sjätte på åtta matcher) hemma mot West Ham, sedan inhopparen Lacazette gjort matchens enda mål. Nu var man bara fyra poäng från "topp 4".

## Uppehåll på grund av COVID-19
Bara dagen innan mötet med Manchester City, framkom att ägaren till Olympiakos och Nottingham Forest, Evangelos Marinakis, hade smittats med sars-cov-2, viruset som orsakar covid-19-pandemin. Bortamatchen ställdes därför in, för andra gången. Virusets påverkan blev än mer påtaglig när det meddelades att managern Mikel Arteta hade testat positivt för Covid-19. Arsenals hela A-trupp och flera andra anställda sattes i karantän.
Kort därefter, sedan även Chelsea och enskilda spelare från andra lag isolerats, beslöt Football Association (FA) att Premier League, English Football League, FA Women's Super League och FA Women's Championship ställs in, i första hand till 4 april. I ljuset av den ökande smittspridningen förlängdes uppehållet snart till 30 april. Besluten gällde även FA-cupen, landskamper och ungdomsmatcher.
Den 25 mars 2020 meddelade Arsenal att klubben kommer att fortsätta att betala alla arbetare på klubbens lönelista åtminstone till 30 april trots att det inte spelas några matcher. Ingen ska bli uppsagd från sitt arbete. Den 20 april kom (de flesta i) Arsenal spelartrupp överens med klubben om att sänka lönerna med 12,5 procent det kommande fotbollsåret (nästa säsong). Sänkningarna reduceras om spelarna uppnår sportsliga resultat, som kvalifikation till Champions League, Europa League eller seger i FA-cupen – då sänks lönerna bara med 7,5 procent.Först 19 maj kunde Premier League-klubbarna åter börja träna kollektivt, dock utan kroppskontakt och fortsatt med rekommendation om "social distansering". I slutet av maj återupptogs träning med kroppskontakt, strax innan Storbritanniens regering meddelade att tävlingsidrott kunde återupptas "bakom lyckta dörrar" från 1 juni. Därefter beslutade Premier League att ligan skulle fortsätta och spelas från 17 juni till 26 juli, tills vidare utan publik men med alla matcher TV-sända. Under väntetiden spelade Arsenal två vänskapsmatcher: Seger med 6–0 mot Charlton (hattrick av Eddie Nketiah) följdes av 3–3 mot Brentford.

### Åter till fotboll
Arsenal återvände till seriespelet borta mot Manchester City på Etihad Stadium, efter 102 dagars uppehåll sedan den senaste matchen, hemma mot West Ham. The Gunners började bra, men tidiga skador för både Granit Xhaka och Pablo Marí visade sig kostsamma, inte minst sedan inhopparen David Luiz gjort två grova misstag: först när han missbedömde en passning från Kevin De Bruyne som friställde Raheem Sterling till 1–0-målet, sedan när han inte början av andra halvlek drog på sig en straffspark och blev utvisad. På övertid fastställde unge Phil Foden slutresultatet till 3–0 i Citys favör.
I nästa match, den 20 juni borta mot Brighton, kolliderade hemmalagets Neal Maupay med Arsenalmålvakten Bernd Leno, som fick bäras ut på bår och ersattes av Emiliano Martinez. Trots att Nicolas Pépé gav Arsenal ledningen blev det förlust, 1–2, sedan nämnde Maupay gjort segermålet. Stämningen efter matchen var närmast hätsk, då Arsenal-spelare med Matteo Guendouzi spetsen anklagade Maupay för att ha skadat Leno medvetet eller åtminstone agerat vårdslöst. Arsenal föll nu till 10:e plats i ligan. 
Bara fyra dagar senare meddelade Arsenal att man förlängt kontraktet med David Luiz, vilket för många var överraskande i ljuset av försvararens ojämna insatser. Samtidigt offentliggjordes att januarilånen Cédric Soares och Pablo Marí köpts loss permanent, liksom att lånet av Dani Ceballos förlängts till säsongens slut.
I nästa match mot Southampton var Matteo Guendouzi inte med i 20-mannatruppen, vilket antogs bero på hans konfrontation med Neal Maupay i slutet av Brighton-matchen. I matchen inledning träffade Pierre-Emerick Aubameyang ribban, innan Eddie Nketiah snappade åt sig en dålig bakåtpassning och kunde göra första målet. Southampton pressade hårt och tvingade Martinez till flera kvalificerade räddningar. I slutskedet kunde Joe Willock göra 2–0 efter en frisparksretur och säkrade därmed den första bortasegern under Arteta.
Den 28 juni var det kvartsfinal i FA-cupen, borta mot Sheffield United, som fick ett tidigt mål bortdömt på grund av offside. I 23:e minuten fick Arsenal en straff, som Nicolas Pépé förvaltade väl. I 57:e minuten fick hemmalaget ett andra mål bortdömd av VAR, men kunde till sist kvittera till 1–1 i den 87:e. Matchen såg ut att gå till förlängning när Dani Ceballos på övertid lyckades trycka in segermålet och ta Arsenal till semifinal.
Hemmamatchen 1 juli mot bottenlaget Norwich blev lagets allra första tävlingsmatch i juli. Innan matchen meddelades att Bukayo Saka förlängt sitt kontrakt till 2024. Han fick vila från matchen, som Arsenal ändå vann med 4–0. Aubameyang gjorde sitt 50:e (och 51:a) mål för klubben i sin 79:e match, och passade dessutom till Granit Xhakas första för säsongen. Högerbacken Cédric, som äntligen fick debutera för Arsenal efter fem månaders rehabilitering, satte det sista målet.
Efter storsegern mot "the Canaries" var det dags för Wolves, som innan matchen hade sex poäng till godo. Efter Bukayos Sakas första ligamål, och ett till från inbytte Lacazette, stod Arsenal välförtjänt som segrare med 2–0. Mot Leicester, som var hela nio poäng före i tabellen, gjorde Aubameyang sitt 20:e ligamål – den förste Arsenalspelare sedan Thierry Henry som lyckats med detta två säsonger i rad. Arsenal dominerade inledningsvis, men sedan inhopparen Eddie Nketiah lyckats bli utvisad utan att ens ha rört bollen kunde ordna en sen kvittering Jamie Vardy för Leicester: 1–1.
Nästa match var det första "North London-derbyt" på nybyggda Tottenham Hotspur Stadium. Arsenal tog en tidig ledning efter ett skott i krysset av Alexandre Lacazette, men bara tre minuter senare kunde Song Heung-min utjämna. Lagen utbytte åtskilliga chanser innan Alderweireld slog in segermålet strax före slutet. Förlusten innebar att Arsenal kom allt längre från europaspel, och efter Manchester Uniteds vinst mot Southampton dagen därpå stod det klart att det väntade ännu en säsong utan Champions League.
Efter förlusten mot Tottenham väntade nyblivna mästarna Liverpool hemma på Emirates. Liverpool siktade på ligarekordet 101 poäng, och tog ledningen genom Sadio Mané, men efter slarviga misstag av backen Virgil van Dijk och målvakten Alisson, kunde Lacazette och Reiss Nelson vända matchen till seger.
Därefter var det, för sjunde raka säsongen, dags för match på Wembley. I semifinalen mot regerande FA-cupmästarna Manchester City var Arsenal nederlagstippade, men två mål av Pierre-Emerick Aubameyang gav Arsenal segern med 2–0, och en plats i finalen. Där väntade londonrivalen Chelsea, som i den andra semifinalen slog Manchester United.
Säsongens näst sista ligamatch var borta mot nedflyttningshotade Aston Villa. Arsenal behövde vinna för att ha en teoretisk chans att kvalificera sig till Europa League via seriespelet, men efter 0–1 var den chansen borta och Arsenal på tionde plats. I avslutningen av Premier League den 26 juli tog Arsenal emot Watford, som behövde en seger för att undvika nedflyttning. Mål av Aubameyang (på straff), Tierney (hans första i ligan) och Aubameyang igen gav dock Arsenal en stabil ledning redan efter 35 minuter. Strax innan halvtid kunde Troy Deeney reducera på straff. Förre Arsenal-spelaren Danny Welbeck gjorde ett andra reduceringsmål för Watford, men Arsenal kunde vinna med 3–2 och passerade därmed Sheffield United och Burnley, och slutade på åttonde plats i ligan med 56 poäng. Watford åkte ur.
Säsongen fullbordades den 1 augusti på Wembley med FA-cupfinalen mot Chelsea.  Héctor Bellerín kom in i stället för Joe Willock, i övrigt var startelvan var densamma som mot Watford. Mezut Özil och Matteo Guendouzi var återigen utanför truppen. Christian Pulisic gav Chelsea en tidig ledning och laget dominerade inledningen. Ett snyggt mål av Nicolas Pépé dömdes bort för offside, innan César Azpilicueta drog ned Pierre-Emerick Aubameyang i straffområdet. "Auba" satte själv straffen till 1–1. Chelsea började starkt även i andra halvlek, men Aubameyang avgjorde med sitt andra mål för dagen. Så slutade en turbulent säsong i dur, med Arsenals 14:e vinst i FA-cupen.
Den 5 augusti meddelade Arsenal att 55 personer kommer att sägas upp efter säsongen som en besparingsåtgärd till följd av uteblivna intäkter från publik, sponsorer och kommersiella bortfall under pandemin – en åtgärd som väckte kritik eftersom de flesta spelarna redan tidigare accepterat en lönesänkning, just för att slippa avskeda personal. 

## Spelartruppen
| N  | P  | Nat.                    | Namn                      | Ålder | EU    | Sedan         | Matcher | Mål | Slutar | Övergångssumma   | Noter                              |
| -- | -- | ----------------------- | ------------------------- | ----- | ----- | ------------- | ------- | --- | ------ | ---------------- | ---------------------------------- |
| 1  | MV | Tyskland                | Bernd Leno                | 33    | EU    | 2018          | 68      | 0   | 2023   | £22.5M           |                                    |
| 2  | F  | Spanien                 | Héctor Bellerín           | 30    | EU    | 2013          | 204     | 8   | 2023   | Arsenals akademi | Vice lagkapten                     |
| 3  | F  | Skottland               | Kieran Tierney            | 28    | EU    | 2019          | 24      | 1   | 2024   | £25.0M           |                                    |
| 4  | MF | Egypten                 | Mohamed Elneny            | 33    | Ej-EU | 2016 (Vinter) | 89      | 2   | 2022   | £7.4M            | Utlånad till Beşiktaş              |
| 5  | F  | Grekland                | Sokratis Papastathopoulos | 37    | EU    | 2018          | 69      | 6   | 2021   | £17.6M           |                                    |
| 7  | MF | Armenien                | Henrikh Mkhitaryan        | 36    | Ej-EU | 2018 (Vinter) | 59      | 9   | 2021   | Byte             | Utlånad till A.S. Roma             |
| 8  | MF | Spanien                 | Dani Ceballos             | 28    | EU    | 2019          | 37      | 2   | 2020   | Lån              | På lån från Real Madrid            |
| 9  | A  | Frankrike               | Alexandre Lacazette       | 34    | EU    | 2017          | 127     | 48  | 2022   | £46.5M           | 3:e lagkapten                      |
| 10 | MF | Tyskland                | Mesut Özil                | 36    | EU    | 2013          | 254     | 44  | 2021   | £42.5M           | 4:e lagkapten                      |
| 11 | MF | Uruguay                 | Lucas Torreira            | 29    | EU    | 2018          | 89      | 4   | 2023   | £26.4M           |                                    |
| 14 | A  | Gabon                   | Pierre-Emerick Aubameyang | 36    | EU    | 2018 (Vinter) | 109     | 70  | 2021   | £56.0M           | lagkapten                          |
| 15 | MF | England                 | Ainsley Maitland-Niles    | 27    | EU    | 2014          | 100     | 3   | 2023   | Arsenals akademi |                                    |
| 16 | F  | England                 | Rob Holding               | 29    | EU    | 2016          | 76      | 2   | 2023   | £2.0M            |                                    |
| 17 | F  | Portugal                | Cédric Soares             | 33    | EU    | 2020 (Vinter) | 5       | 1   | 2024   |                  |                                    |
| 19 | A  | Elfenbenskusten         | Nicolas Pépé              | 30    | EU    | 2019          | 42      | 8   | 2024   | £72.0M           | Arsenals hittills dyraste värvning |
| 20 | F  | Tyskland                | Shkodran Mustafi          | 33    | EU    | 2016          | 142     | 9   | 2021   | £35.0M           |                                    |
| 21 | F  | England                 | Calum Chambers            | 30    | EU    | 2014          | 101     | 4   | 2022   | £16.0M           |                                    |
| 22 | F  | Spanien                 | Pablo Marí                | 31    | EU    | 2020          | 3       | 0   | 2024   | £7.2M            | \|                                 |
| 23 | F  | Brasilien               | David Luiz                | 38    | EU    | 2019          | 43      | 2   | 2021   | £8.0M            |                                    |
| 24 | A  | England                 | Reiss Nelson              | 25    | EU    | 2015          | 38      | 3   | 2023   | Arsenals akademi |                                    |
| 26 | MV | Argentina               | Emiliano Martínez         | 32    | Ej-EU | 2010          | 37      | 0   | 2022   | Arsenals akademi |                                    |
| 27 | F  | Grekland                | Konstantinos Mavropanos   | 27    | EU    | 2018 (Vinter) | 8       | 0   | 2023   | £1.9M            | Utlånad till Nürnberg              |
| 28 | MF | England                 | Joe Willock               | 25    | EU    | 2015          | 60      | 8   | 2024   | Arsenals akademi |                                    |
| 29 | MF | Frankrike               | Matteo Guendouzi          | 26    | EU    | 2018          | 82      | 1   | 2022   | £7.0M            |                                    |
| 30 | A  | England                 | Eddie Nketiah             | 26    | EU    | 2015          | 36      | 7   | 2022   | Arsenals akademi |                                    |
| 31 | F  | Bosnien och Hercegovina | Sead Kolašinac            | 32    | EU    | 2017          | 104     | 5   | 2022   | Fri övergång     |                                    |
| 32 | MF | England                 | Emile Smith Rowe          | 25    | EU    | 2016          | 12      | 3   | 2023   | Akademi          | Utlånad till Huddersfield Town AFC |
| 33 | MV | England                 | Matt Macey                | 30    | EU    | 2013          | 2       | 0   | 2020   | Arsenals akademi |                                    |
| 34 | MF | Schweiz                 | Granit Xhaka              | 32    | EU    | 2016          | 175     | 12  | 2023   | £34.5M           |                                    |
| 35 | A  | Brasilien               | Gabriel Martinelli        | 24    | EU    | 2019          | 26      | 10  | 2024   | £6.0M            |                                    |
| 77 | MF | England                 | Bukayo Saka               | 24    | EU    | 2016          | 42      | 4   | 2025   | Arsenals akademi |                                    |
|    | F  | Frankrike               | William Saliba            | 24    | EU    | 2019          | 0       | 0   | 2024   | £27.0M           | Utlånad till Saint-Étienne         |

Senast uppdaterad: 01  Aug 2020
Källa: Arsenal FC and FootballDatabase (for EU passport, country as international player, contract ending and transfer fee)
Sorterad efter squad number.

## Övergångar

### Värvningar
| Datum          | Position | Namn               | Från              | Belopp       | Lag              | Ref.   |
| -------------- | -------- | ------------------ | ----------------- | ------------ | ---------------- | ------ |
| 2 juli 2019    | LW       | Gabriel Martinelli | Ituano            | £6,000,000   | A-laget          | [ 47 ] |
| 2 juli 2019    | MV       | James Hillson      | Reading           | Fri övergång | Arsenals akademi | [ 48 ] |
| 8 juli 2019    | MB       | Jason Sraha        | Chelsea           | Fri övergång | Arsenals akademi | [ 49 ] |
| 8 juli 2019    | MF       | Cătălin Cîrjan     | Viitorul Domnești | Fri övergång | Arsenals akademi | [ 49 ] |
| 25 juli 2019   | MB       | William Saliba     | Saint-Étienne     | £27,000,000  | A-laget          | [ 50 ] |
| 1 augusti 2019 | A        | Nicolas Pépé       | Lille             | £72,000,000  | A-laget          | [ 51 ] |
| 8 augusti 2019 | VB       | Kieran Tierney     | Celtic            | £25,000,000  | A-laget          | [ 52 ] |
| 8 augusti 2019 | MB       | David Luiz         | Chelsea           | £8,000,000   | A-laget          | [ 53 ] |

### Lånade spelare
| Datum           | Position | Namn          | Från        | Slutdatum    | Lag     | Ref.   |
| --------------- | -------- | ------------- | ----------- | ------------ | ------- | ------ |
| 25 juli 2019    | MF       | Dani Ceballos | Real Madrid | 30 juni 2020 | A-laget | [ 54 ] |
| 29 januari 2020 | MB       | Pablo Marí    | Flamengo    | 30 juni 2020 | A-laget | [ 55 ] |
| 31 januari 2020 | HB       | Cédric Soares | Southampton | 30 juni 2020 | A-laget | [ 56 ] |

### Försäljningar
| Datum            | Position | Namn                  | Till              | Belopp       | Lag              | Ref.          |
| ---------------- | -------- | --------------------- | ----------------- | ------------ | ---------------- | ------------- |
| 1 juli 2019      | VB       | Cohen Bramall         | Colchester United | Fri övergång | Arsenals akademi | [ 57 ]        |
| 1 juli 2019      | MV       | Petr Čech             | Pensionerad       | Pensionerad  | A-laget          | [ 58 ]        |
| 1 juli 2019      | HB       | Vontae Daley-Campbell | Leicester City    | Fri övergång | Arsenals akademi | [ 59 ] [ 60 ] |
| 1 juli 2019      | MF       | Charlie Gilmour       | Norwich City      | Fri övergång | Arsenals akademi | [ 61 ] [ 62 ] |
| 1 juli 2019      | HB       | Stephan Lichtsteiner  | FC Augsburg       | Fri övergång | A-laget          | [ 63 ] [ 64 ] |
| 1 juli 2019      | MB       | Julio Pleguezuelo     | FC Twente         | Fri övergång | Arsenals akademi | [ 59 ] [ 65 ] |
| 1 juli 2019      | MF       | Aaron Ramsey          | Juventus          | Fri övergång | A-laget          | [ 66 ]        |
| 1 juli 2019      | MB       | Bayli Spencer-Adams   | Watford           | Fri övergång | Arsenals akademi | [ 57 ] [ 67 ] |
| 1 juli 2019      | A        | Danny Welbeck         | Watford           | Fri övergång | A-laget          | [ 68 ] [ 69 ] |
| 4 juli 2019      | MV       | David Ospina          | Napoli            | £3,000,000   | A-laget          | [ 70 ]        |
| 8 juli 2019      | MF       | Yunus Musah           | Valencia          | Fri övergång | Arsenals akademi | [ 71 ]        |
| 28 juli 2019     | RW       | Xavier Amaechi        | Hamburger SV      | £2,250,000   | Arsenals akademi | [ 72 ]        |
| 2 augusti 2019   | MB       | Krystian Bielik       | Derby County      | £10,000,000  | Arsenals akademi | [ 73 ]        |
| 4 augusti 2019   | A        | Takuma Asano          | Partizan Belgrade | £900,000     | A-laget          | [ 74 ]        |
| 6 augusti 2019   | MB       | Laurent Koscielny     | Bordeaux          | £4,600,000   | A-laget          | [ 75 ]        |
| 7 augusti 2019   | HB       | Carl Jenkinson        | Nottingham Forest | £2,000,000   | A-laget          | [ 76 ]        |
| 8 augusti 2019   | VB       | Dominic Thompsonn     | Brentford         | £3,000,000   | Arsenals akademi | [ 77 ]        |
| 8 augusti 2019   | A        | Alex Iwobi            | Everton           | £28,000,000  | A-laget          | [ 78 ] [ 79 ] |
| 31 augusti 2019  | VB       | Nacho Monreal         | Real Sociedad     | £250,000     | A-laget          | [ 80 ]        |
| 2 september 2019 | MF       | Kelechi Nwakali       | SD Huesca         | Fri övergång | Arsenals akademi | [ 81 ]        |
| 27 januari 2020  | MF       | Stan Flaherty         | Newcastle United  | Fri övergång | Arsenals akademi |               |
| 18 februari 2020 | MB       | Robbie Burton         | Dinamo Zagreb     | £800,000     | Arsenals akademi | [ 82 ]        |

### Utlånade spelare
| Datum            | Position | Namn                    | Till                  | Slutdatum       | Lag              | Ref.          |
| ---------------- | -------- | ----------------------- | --------------------- | --------------- | ---------------- | ------------- |
| 1 juli 2019      | HB       | Jordi Osei-Tutu         | VfL Bochum            | 30 juni 2020    | Arsenals akademi | [ 83 ]        |
| 3 juli 2019      | MB       | Daniel Ballard          | Swindon Town          | 16 augusti 2019 | Arsenals akademi | [ 84 ] [ 85 ] |
| 12 juli 2019     | MF       | Ben Sheaf               | Doncaster Rovers      | 30 juni 2020    | Arsenals akademi | [ 86 ] [ 87 ] |
| 13 juli 2019     | MV       | Dejan Iliev             | ŠKF Sereď             | 14 januari 2020 | Arsenals akademi | [ 88 ]        |
| 25 juli 2019     | MB       | William Saliba          | Saint-Étienne         | 30 juni 2020    | A-laget          | [ 50 ]        |
| 8 augusti 2019   | A        | Eddie Nketiah           | Leeds United          | 1 januari 2020  | A-laget          | [ 89 ]        |
| 13 augusti 2019  | MV       | Tom Smith               | Salisbury             | september 2019  | Arsenals akademi | [ 90 ]        |
| 31 augusti 2019  | MF       | Mohamed Elneny          | Beşiktaş              | 30 juni 2020    | A-laget          | [ 91 ]        |
| 2 september 2019 | MF       | Henrikh Mkhitaryan      | A.S. Roma             | 30 juni 2020    | A-laget          | [ 92 ]        |
| 10 januari 2020  | A        | Tyreece John-Jules      | Lincoln City          | 30 juni 2020    | Arsenals akademi | [ 93 ]        |
| 10 januari 2020  | MF       | Emile Smith Rowe        | Huddersfield Town     | 30 juni 2020    | A-laget          | [ 94 ]        |
| 13 januari 2020  | MB       | Konstantinos Mavropanos | 1. FC Nürnberg        | 30 juni 2020    | A-laget          | [ 95 ]        |
| 14 januari 2020  | MV       | Dejan Iliev             | Jagiellonia Bialystok | 30 juni 2020    | Arsenals akademi | [ 96 ]        |
| 27 januari 2020  | MF       | James Olayinka          | Northampton Town      | 30 juni 2020    | Arsenals akademi | [ 97 ]        |
| 13 februari 2020 | MB       | Joseph Olowu            | Cork City             | 1 november 2020 | Arsenals akademi | [ 98 ]        |

## Klubb

### Tröjor
Adidas annonserades i början av säsongen som Arsenals leverantör av dräkter. Det är första gången sedan säsongen 1993/199494 som Adidas levererat dräkter till klubben.
Tillverkare: Adidas / Sponsor: Fly Emirates / "Ärm-sponsor": Visit Rwanda
| Home · 0 | Home alternate | Home · 2020–21 | Away · 0 | Away · alternate | Third · 0 |

## Spelarstatistik

### Spelade matcher och mål
| 1                                             | MV | GER | Bernd Leno                | 30     | 0  | 0    | 0 | 0    | 0 | 2    | 0 | 32     | 0  |
| 2                                             | HB | ESP | Héctor Bellerín           | 13(2)  | 1  | 3    | 0 | 1(1) | 0 | 3    | 0 | 20(3)  | 1  |
| 3                                             | VB | SCO | Kieran Tierney            | 12(3)  | 1  | 3    | 0 | 1(1) | 0 | 4    | 0 | 20(4)  | 1  |
| 5                                             | MB | GRE | Sokratis Papastathopoulos | 19     | 2  | 3(2) | 1 | 0    | 0 | 4(1) | 0 | 26(3)  | 3  |
| 8                                             | MF | ESP | Dani Ceballos             | 18(6)  | 0  | 2(3) | 1 | 0(2) | 0 | 3(3) | 1 | 23(14) | 2  |
| 9                                             | A  | FRA | Alexandre Lacazette       | 22(8)  | 10 | 4    | 0 | 0    | 0 | 4(1) | 2 | 30(9)  | 12 |
| 10                                            | MF | GER | Mesut Özil                | 18     | 1  | 1    | 0 | 2    | 0 | 1(1) | 0 | 22(1)  | 1  |
| 11                                            | MF | URU | Lucas Torreira            | 17(12) | 1  | 1(1) | 0 | 2    | 1 | 3(3) | 0 | 23(16) | 2  |
| 14                                            | A  | GAB | Pierre-Emerick Aubameyang | 35(1)  | 22 | 2    | 4 | 0    | 0 | 4(2) | 3 | 41(3)  | 29 |
| 15                                            | MF | ENG | Ainsley Maitland-Niles    | 15(5)  | 0  | 3(2) | 0 | 1    | 1 | 4(2) | 0 | 23(9)  | 1  |
| 16                                            | MB | ENG | Rob Holding               | 6(2)   | 0  | 2(3) | 0 | 2    | 1 | 3    | 0 | 13(5)  | 1  |
| 17                                            | HB | POR | Cédric                    | 3(2)   | 1  | 0    | 0 | 0    | 0 | 0    | 0 | 3(2)   | 1  |
| 19                                            | A  | CIV | Nicolas Pépé              | 22(9)  | 5  | 5    | 1 | 0    | 0 | 2(4) | 2 | 29(13) | 8  |
| 20                                            | MB | GER | Shkodran Mustafi          | 13(2)  | 0  | 3    | 0 | 2    | 0 | 7    | 1 | 25(2)  | 1  |
| 21                                            | MB | ENG | Calum Chambers            | 13(1)  | 1  | 0    | 0 | 1    | 0 | 2(1) | 0 | 16(2)  | 1  |
| 22                                            | MB | ESP | Pablo Marí                | 2      | 0  | 1    | 0 | 0    | 0 | 0    | 0 | 3      | 0  |
| 23                                            | MB | BRA | David Luiz                | 32(1)  | 2  | 5    | 0 | 0    | 0 | 5    | 0 | 42(1)  | 2  |
| 24                                            | A  | ENG | Reiss Nelson              | 7(10)  | 1  | 2    | 1 | 1    | 1 | 2    | 0 | 12(10) | 3  |
| 26                                            | MV | ARG | Emiliano Martínez         | 8(1)   | 0  | 6    | 0 | 2    | 0 | 6    | 0 | 22(1)  | 0  |
| 28                                            | MF | ENG | Joe Willock               | 8(21)  | 1  | 3(2) | 0 | 2    | 2 | 7(1) | 2 | 20(24) | 5  |
| 29                                            | MF | FRA | Matteo Guendouzi          | 19(5)  | 0  | 3    | 0 | 0(1) | 0 | 2(4) | 0 | 24(10) | 0  |
| 30                                            | A  | ENG | Eddie Nketiah             | 7(6)   | 2  | 2(2) | 2 | 0    | 0 | 0    | 0 | 9(8)   | 4  |
| 31                                            | VB | BIH | Sead Kolašinac            | 19(7)  | 0  | 2(2) | 0 | 1    | 0 | 1    | 0 | 23(9)  | 0  |
| 33                                            | MV | ENG | Matt Macey                | 0      | 0  | 0    | 0 | 0    | 0 | 0    | 0 | 0      | 0  |
| 34                                            | MF | SUI | Granit Xhaka              | 30(1)  | 1  | 5(1) | 0 | 0    | 0 | 4    | 0 | 39(2)  | 1  |
| 35                                            | A  | BRA | Gabriel Martinelli        | 6(8)   | 3  | 2(1) | 0 | 2    | 4 | 5(2) | 3 | 15(11) | 10 |
| 77                                            | A  | ENG | Bukayo Saka               | 19(7)  | 1  | 3(1) | 1 | 1(1) | 0 | 6    | 2 | 29(9)  | 4  |
| Utlånade spelare som deltagit under säsongen  |    |     |                           |        |    |      |   |      |   |      |   |        |    |
| 7                                             | MF | ARM | Henrikh Mkhitaryan        | 1(2)   | 0  | 0    | 0 | 0    | 0 | 0    | 0 | 1(2)   | 0  |
| 27                                            | MB | GRE | Konstantinos Mavropanos   | 0      | 0  | 0    | 0 | 0    | 0 | 1    | 0 | 1      | 0  |
| 32                                            | MF | ENG | Emile Smith Rowe          | 1(1)   | 0  | 0    | 0 | 1    | 0 | 3    | 0 | 5(1)   | 0  |
| Spelare som sålts men deltagit under säsongen |    |     |                           |        |    |      |   |      |   |      |   |        |    |
| 18                                            | VB | ESP | Nacho Monreal             | 3      | 0  | 0    | 0 | 0    | 0 | 0    | 0 | 3      | 0  |

### Målskyttar
| Rank  | Position | Namn                      | Premier League | FA-cupen | Engelska Ligacupen | Europa League | Totalt |
| ----- | -------- | ------------------------- | -------------- | -------- | ------------------ | ------------- | ------ |
| 1     | A        | Pierre-Emerick Aubameyang | 22             | 4        | 0                  | 3             | 29     |
| 2     | A        | Alexandre Lacazette       | 10             | 0        | 0                  | 2             | 12     |
| 3     | A        | Gabriel Martinelli        | 3              | 0        | 4                  | 3             | 10     |
| 4     | A        | Nicolas Pépé              | 5              | 1        | 0                  | 2             | 8      |
| 5     | MF       | Joe Willock               | 1              | 0        | 2                  | 2             | 5      |
| 6     | A        | Eddie Nketiah             | 2              | 2        | 0                  | 0             | 4      |
| 6     | A        | Bukayo Saka               | 1              | 1        | 0                  | 2             | 4      |
| 8     | A        | Reiss Nelson              | 1              | 1        | 1                  | 0             | 3      |
| 8     | MB       | Sokratis Papastathopoulos | 2              | 1        | 0                  | 0             | 3      |
| 10    | MF       | Dani Ceballos             | 0              | 1        | 0                  | 1             | 2      |
| 10    | MB       | David Luiz                | 2              | 0        | 0                  | 0             | 2      |
| 10    | MF       | Lucas Torreira            | 1              | 0        | 1                  | 0             | 2      |
| 13    | HB       | Héctor Bellerín           | 1              | 0        | 0                  | 0             | 1      |
| 13    | HB       | Cédric                    | 1              | 0        | 0                  | 0             | 1      |
| 13    | MB       | Calum Chambers            | 1              | 0        | 0                  | 0             | 1      |
| 13    | MB       | Rob Holding               | 0              | 0        | 1                  | 0             | 1      |
| 13    | MF       | Ainsley Maitland-Niles    | 0              | 0        | 1                  | 0             | 1      |
| 13    | MB       | Shkodran Mustafi          | 0              | 0        | 0                  | 1             | 1      |
| 13    | MF       | Mesut Özil                | 1              | 0        | 0                  | 0             | 1      |
| 13    | MF       | Granit Xhaka              | 1              | 0        | 0                  | 0             | 1      |
| 13    | VB       | Kieran Tierney            | 1              | 0        | 0                  | 0             | 1      |
| Total | Total    | Total                     | 56             | 11       | 10                 | 16            | 93     |

### Passningar
| Rank   | Position | Namn                      | Premier League | FA-cupen | Engelska Ligacupen | Europa League | Totalt |
| ------ | -------- | ------------------------- | -------------- | -------- | ------------------ | ------------- | ------ |
| 1      | A        | Bukayo Saka               | 5              | 1        | 1                  | 5             | 12     |
| 2      | A        | Nicolas Pépé              | 6              | 2        | 0                  | 2             | 10     |
| 3      | MB       | Calum Chambers            | 1              | 0        | 3                  | 0             | 4      |
| 3      | A        | Alexandre Lacazette       | 4              | 0        | 0                  | 0             | 4      |
| 3      | A        | Gabriel Martinelli        | 0              | 1        | 0                  | 3             | 4      |
| 3      | A        | Reiss Nelson              | 0              | 2        | 1                  | 1             | 4      |
| 3      | VB       | Kieran Tierney            | 1              | 1        | 0                  | 2             | 4      |
| 7      | MF       | Mesut Özil                | 2              | 0        | 1                  | 0             | 3      |
| 7      | A        | Pierre-Emerick Aubameyang | 3              | 0        | 0                  | 0             | 3      |
| 9      | MF       | Dani Ceballos             | 2              | 0        | 0                  | 0             | 2      |
| 9      | MF       | Matteo Guendouzi          | 1              | 0        | 1                  | 0             | 2      |
| 9      | VB       | Sead Kolašinac            | 2              | 0        | 0                  | 0             | 2      |
| 9      | MF       | Ainsley Maitland-Niles    | 2              | 0        | 0                  | 0             | 2      |
| 9      | MF       | Granit Xhaka              | 2              | 0        | 0                  | 0             | 2      |
| 14     | HB       | Héctor Bellerín           | 0              | 0        | 1                  | 0             | 1      |
| 14     | MB       | David Luiz                | 1              | 0        | 0                  | 0             | 1      |
| 14     | MB       | Shkodran Mustafi          | 1              | 0        | 0                  | 0             | 1      |
| 14     | MF       | Lucas Torreira            | 1              | 0        | 0                  | 0             | 1      |
| 14     | MF       | Joe Willock               | 1              | 0        | 0                  | 0             | 1      |
| Totalt | Totalt   | Totalt                    | 33             | 4        | 8                  | 13            | 58     |

### Gula och röda kort
| Ordning | Position | Namn                      | Premier League | Premier League | FA-cupen  | FA-cupen  | Ligacupen | Ligacupen | Europa League | Europa League | Totalt    | Totalt    |
| Ordning | Position | Namn                      | Gult kort      | Rött kort      | Gult kort | Rött kort | Gult kort | Rött kort | Gult kort     | Rött kort     | Gult kort | Rött kort |
| ------- | -------- | ------------------------- | -------------- | -------------- | --------- | --------- | --------- | --------- | ------------- | ------------- | --------- | --------- |
| 1       | MB       | David Luiz                | 5              | 2              | 0         | 0         | 0         | 0         | 0             | 0             | 5         | 2         |
| 2       | MF       | Ainsley Maitland-Niles    | 4              | 1              | 0         | 0         | 0         | 0         | 0             | 0             | 4         | 1         |
| 3       | A        | Pierre-Emerick Aubameyang | 3              | 1              | 0         | 0         | 0         | 0         | 0             | 0             | 3         | 1         |
| 4       | A        | Eddie Nketiah             | 0              | 1              | 0         | 0         | 0         | 0         | 0             | 0             | 0         | 1         |
| 5       | MF       | Granit Xhaka              | 10             | 0              | 1         | 0         | 0         | 0         | 2             | 0             | 13        | 0         |
| 6       | A        | Alexandre Lacazette       | 8              | 0              | 0         | 0         | 0         | 0         | 1             | 0             | 9         | 0         |
| 7       | MF       | Matteo Guendouzi          | 6              | 0              | 1         | 0         | 0         | 0         | 1             | 0             | 8         | 0         |
| 8       | VB       | Sead Kolašinac            | 4              | 0              | 1         | 0         | 1         | 0         | 1             | 0             | 7         | 0         |
| 8       | A        | Bukayo Saka               | 6              | 0              | 0         | 0         | 1         | 0         | 0             | 0             | 7         | 0         |
| 8       | MF       | Lucas Torreira            | 7              | 0              | 0         | 0         | 0         | 0         | 0             | 0             | 7         | 0         |
| 11      | MB       | Calum Chambers            | 5              | 0              | 0         | 0         | 0         | 0         | 1             | 0             | 6         | 0         |
| 11      | MB       | Shkodran Mustafi          | 2              | 0              | 0         | 0         | 0         | 0         | 4             | 0             | 6         | 0         |
| 11      | MB       | Sokratis Papastathopoulos | 6              | 0              | 0         | 0         | 0         | 0         | 0             | 0             | 6         | 0         |
| 14      | A        | Nicolas Pépé              | 4              | 0              | 0         | 0         | 0         | 0         | 0             | 0             | 4         | 0         |
| 14      | MF       | Joe Willock               | 2              | 0              | 0         | 0         | 1         | 0         | 1             | 0             | 4         | 0         |
| 16      | HB       | Héctor Bellerín           | 2              | 0              | 0         | 0         | 0         | 0         | 1             | 0             | 3         | 0         |
| 17      | MB       | Rob Holding               | 1              | 0              | 0         | 0         | 0         | 0         | 1             | 0             | 2         | 0         |
| 17      | MV       | Bernd Leno                | 2              | 0              | 0         | 0         | 0         | 0         | 0             | 0             | 2         | 0         |
| 17      | A        | Gabriel Martinelli        | 1              | 0              | 0         | 0         | 0         | 0         | 1             | 0             | 2         | 0         |
| 17      | MV       | Emiliano Martínez         | 2              | 0              | 0         | 0         | 0         | 0         | 0             | 0             | 2         | 0         |
| 17      | A        | Reiss Nelson              | 1              | 0              | 0         | 0         | 1         | 0         | 0             | 0             | 2         | 0         |
| 17      | VB       | Kieran Tierney            | 2              | 0              | 0         | 0         | 0         | 0         | 0             | 0             | 2         | 0         |
| 23      | MF       | Dani Ceballos             | 1              | 0              | 0         | 0         | 0         | 0         | 0             | 0             | 1         | 0         |
| 23      | MF       | Henrikh Mkhitaryan        | 1              | 0              | 0         | 0         | 0         | 0         | 0             | 0             | 1         | 0         |
| 23      | MF       | Mesut Özil                | 1              | 0              | 0         | 0         | 0         | 0         | 0             | 0             | 1         | 0         |
| Total   | Total    | Total                     | 86             | 5              | 3         | 0         | 4         | 0         | 14            | 0             | 107       | 5         |

### Hållna nollor
| Rank   | Namn              | Premier League | FA-cupen | Engelska Ligacupen | Europa League | Totalt |
| ------ | ----------------- | -------------- | -------- | ------------------ | ------------- | ------ |
| 1      | Emiliano Martinez | 3              | 3        | 1                  | 2             | 9      |
| 2      | Bernd Leno        | 7              | 0        | 0                  | 1             | 8      |
| Totalt | Totalt            | 10             | 3        | 1                  | 3             | 17     |

## Tävlingar

### Översikt
| Tävling        | Statistik | Statistik | Statistik | Statistik | Statistik | Statistik | Statistik | Statistik    |
| Tävling        | Sp        | V         | O         | F         | GM        | IM        | +/-       | Segerprocent |
| -------------- | --------- | --------- | --------- | --------- | --------- | --------- | --------- | ------------ |
| Premier League | 38        | 14        | 14        | 10        | 56        | 48        | +8        | 36,84        |
| FA-cupen       | 6         | 6         | 0         | 0         | 11        | 3         | +8        | 100,000      |
| Ligacupen      | 2         | 1         | 1         | 0         | 10        | 5         | +5        | 50,00        |
| Europa League  | 8         | 4         | 2         | 2         | 16        | 9         | +7        | 50,00        |
| Totalt         | 54        | 25        | 17        | 12        | 93        | 65        | +28       | 46,30        |

### Premier League

#### Ligatabell
| Nr | Lag                     | S  | V  | O  | F  | GM  | IM | MS  | P  |
| -- | ----------------------- | -- | -- | -- | -- | --- | -- | --- | -- |
| 1  | Liverpool               | 38 | 32 | 3  | 3  | 85  | 33 | +52 | 99 |
| 2  | Manchester City (RM)    | 38 | 26 | 3  | 9  | 102 | 35 | +67 | 81 |
| 3  | Manchester United       | 38 | 18 | 12 | 8  | 66  | 36 | +30 | 66 |
| 4  | Chelsea                 | 38 | 20 | 6  | 12 | 69  | 55 | +14 | 66 |
| 5  | Leicester City          | 38 | 18 | 8  | 12 | 67  | 41 | +26 | 62 |
| 6  | Tottenham Hotspur       | 38 | 16 | 11 | 11 | 61  | 47 | +14 | 59 |
| 7  | Wolverhampton Wanderers | 38 | 15 | 14 | 9  | 51  | 40 | +11 | 59 |
| 8  | Arsenal                 | 38 | 14 | 14 | 10 | 56  | 48 | +8  | 56 |
| 9  | Sheffield United (U)    | 38 | 14 | 12 | 12 | 39  | 39 | 0   | 54 |
| 10 | Burnley                 | 38 | 15 | 9  | 14 | 43  | 50 | −7  | 54 |
| 11 | Southampton             | 38 | 15 | 7  | 16 | 51  | 60 | −9  | 52 |
| 12 | Everton                 | 38 | 13 | 10 | 15 | 44  | 56 | −12 | 49 |
| 13 | Newcastle United        | 38 | 11 | 11 | 16 | 38  | 58 | −20 | 44 |
| 14 | Crystal Palace          | 38 | 11 | 10 | 17 | 31  | 50 | −19 | 43 |
| 15 | Brighton & Hove Albion  | 38 | 9  | 14 | 15 | 39  | 54 | −15 | 41 |
| 16 | West Ham United         | 38 | 10 | 9  | 19 | 49  | 62 | −13 | 39 |
| 17 | Aston Villa (U)         | 38 | 9  | 8  | 21 | 41  | 67 | −26 | 35 |
| 18 | Bournemouth             | 38 | 9  | 7  | 22 | 39  | 65 | −26 | 34 |
| 19 | Watford                 | 38 | 8  | 10 | 20 | 36  | 64 | −28 | 34 |
| 20 | Norwich City (U)        | 38 | 5  | 6  | 27 | 26  | 75 | −49 | 21 |

Regler för fastställande av placering: 1) Poäng; 2) Målskillnad; 3) Gjorda mål; 4) Om mästaren, nedflyttade lag eller lag kvalificerade för Uefa-turneringar inte kan skiljas åt med regler 1 till 3, appliceras regler 4.1 till 4.3 – 4.1) Poäng tagna i inbördes möten mellan aktuella klubbar; 4.2) Gjorda bortamål i inbördes möten mellan aktuella klubbar; 4.3) Playoffs

#### Matcher
Den 13 juni 2019 offentliggjordes spelprogrammet för Premier League.

### FA-cupen
| 3 rund. | 6 januari 2020 | Arsenal                  | 1 – 0           | Leeds United         | Emirates Stadium                                                 |                                                                  |
| 20:56   | 20:56          | Nelson 55′ Kolašinac 71' | (0 – 0) Rapport | Klich 66' Dallas 85' | Holloway, London Publik: 58 403 Domare: Anthony Taylor (England) | Holloway, London Publik: 58 403 Domare: Anthony Taylor (England) |
| 20:56   | 20:56          |                          |                 |                      | Holloway, London Publik: 58 403 Domare: Anthony Taylor (England) | Holloway, London Publik: 58 403 Domare: Anthony Taylor (England) |
| 20:56   | 20:56          |                          |                 |                      | Holloway, London Publik: 58 403 Domare: Anthony Taylor (England) | Holloway, London Publik: 58 403 Domare: Anthony Taylor (England) |

| 4 rund. | 27 januari 2020 | Bournemouth                           | 1 – 2           | Arsenal                         | Dean Court                                                   |                                                              |
| 21:00   | 21:00           | H. Wilson 45+1' Surridge 90+4′, 90+8' | (0 – 2) Rapport | Saka 5′ Nketiah 26′ Xhaka 90+2' | Bournemouth Publik: 10 308 Domare: Martin Atkinson (England) | Bournemouth Publik: 10 308 Domare: Martin Atkinson (England) |
| 21:00   | 21:00           |                                       |                 |                                 | Bournemouth Publik: 10 308 Domare: Martin Atkinson (England) | Bournemouth Publik: 10 308 Domare: Martin Atkinson (England) |
| 21:00   | 21:00           |                                       |                 |                                 | Bournemouth Publik: 10 308 Domare: Martin Atkinson (England) | Bournemouth Publik: 10 308 Domare: Martin Atkinson (England) |

| 5 rund. | 2 mars 2020 | Portsmouth   | 0 – 2           | Arsenal                                          | Fratton Park                                          |                                                       |
| 20:45   | 20:45       | McGeehan 40' | (0 – 1) Rapport | Guendouzi 35' Papastathopoulos 45+4′ Nketiah 51′ | Portsmouth Publik: 18 839 Domare: Mike Dean (England) | Portsmouth Publik: 18 839 Domare: Mike Dean (England) |
| 20:45   | 20:45       |              |                 |                                                  | Portsmouth Publik: 18 839 Domare: Mike Dean (England) | Portsmouth Publik: 18 839 Domare: Mike Dean (England) |
| 20:45   | 20:45       |              |                 |                                                  | Portsmouth Publik: 18 839 Domare: Mike Dean (England) | Portsmouth Publik: 18 839 Domare: Mike Dean (England) |

| Kvartsfinal | 28 juni 2020 | Sheffield United                      | 1 – 2           | Arsenal                        | Bramall Lane                                       |                                                    |
| 14:00       | 14:00        | Fleck 31' Robinson 75' McGoldrick 87′ | (0 – 1) Rapport | Pépé 25′ (str.) Ceballos 90+1′ | Sheffield Publik: 0 Domare: Paul Tierney (England) | Sheffield Publik: 0 Domare: Paul Tierney (England) |
| 14:00       | 14:00        |                                       |                 |                                | Sheffield Publik: 0 Domare: Paul Tierney (England) | Sheffield Publik: 0 Domare: Paul Tierney (England) |
| 14:00       | 14:00        |                                       |                 |                                | Sheffield Publik: 0 Domare: Paul Tierney (England) | Sheffield Publik: 0 Domare: Paul Tierney (England) |

| Semifinal | 18 juli 2020 | Arsenal             | 2 – 0           | Manchester City | Wembley Stadium                                  |                                                  |
| 20:45     | 20:45        | Aubameyang 19′, 71′ | (1 – 0) Rapport |                 | London Publik: 0 Domare: Jonathan Moss (England) | London Publik: 0 Domare: Jonathan Moss (England) |
| 20:45     | 20:45        |                     |                 |                 | London Publik: 0 Domare: Jonathan Moss (England) | London Publik: 0 Domare: Jonathan Moss (England) |
| 20:45     | 20:45        |                     |                 |                 | London Publik: 0 Domare: Jonathan Moss (England) | London Publik: 0 Domare: Jonathan Moss (England) |

| Final | 1 augusti 2020 | Arsenal                                 | 2 – 1           | Chelsea                                                                         | Wembley Stadium                                   |                                                   |
| 18:30 | 18:30          | Aubameyang 28′ (str.), 67′ Ceballos 73' | (1 – 1) Rapport | Pulisic 5′ Kovačić 14', 73' Azpilicueta 26' Mount 45+4' Rüdiger 75' Barkley 89' | London Publik: 0 Domare: Anthony Taylor (England) | London Publik: 0 Domare: Anthony Taylor (England) |
| 18:30 | 18:30          |                                         |                 |                                                                                 | London Publik: 0 Domare: Anthony Taylor (England) | London Publik: 0 Domare: Anthony Taylor (England) |
| 18:30 | 18:30          |                                         |                 |                                                                                 | London Publik: 0 Domare: Anthony Taylor (England) | London Publik: 0 Domare: Anthony Taylor (England) |

### Engelska ligacupen
| 3 rund. | 24 september 2019 | Arsenal                                                       | 5 – 0           | Nottingham Forest | Emirates Stadium                                                 |                                                                  |
| 21:00   | 21:00             | Martinelli 31′, 90+2′ Nelson 56', 84′ Holding 71′ Willock 77′ | (1 – 0) Rapport | Robinson 90+1'    | Holloway, London Publik: 53 160 Domare: Darren England (England) | Holloway, London Publik: 53 160 Domare: Darren England (England) |
| 21:00   | 21:00             |                                                               |                 |                   | Holloway, London Publik: 53 160 Domare: Darren England (England) | Holloway, London Publik: 53 160 Domare: Darren England (England) |
| 21:00   | 21:00             |                                                               |                 |                   | Holloway, London Publik: 53 160 Domare: Darren England (England) | Holloway, London Publik: 53 160 Domare: Darren England (England) |

| 4 rund. | 30 oktober 2019 | Liverpool                                                                                            | 5 – 5                      | Arsenal                                                                                     | Anfield                                                   |                                                           |
| 18:30   | 18:30           | Mustafi 6′ (sjm.) Brewster 24' Milner 43′ (str.) Lallana 44' Oxlade-Chamberlain 58′ Origi 62′, 90+4′ | (2 – 3) Rapport            | Torreira 19′ Martinelli 26′, 36′ Maitland-Niles 54′ Willock 64', 70′ Kolašinac 77' Saka 85' | Liverpool Publik: 52 694 Domare: Andre Marriner (England) | Liverpool Publik: 52 694 Domare: Andre Marriner (England) |
| 18:30   | 18:30           | |                            |                                                                                             | Liverpool Publik: 52 694 Domare: Andre Marriner (England) | Liverpool Publik: 52 694 Domare: Andre Marriner (England) |
| 18:30   | 18:30           | Milner Lallana Brewster Origi Jones                                                                  | Straffsparksläggning 5 – 4 | Bellerín Guendouzi Martinelli Ceballos Maitland-Niles                                       | Liverpool Publik: 52 694 Domare: Andre Marriner (England) | Liverpool Publik: 52 694 Domare: Andre Marriner (England) |

### Uefa Europa League
Arsenal kvalificerade sig till turneringens gruppspel efter femteplaceringen i säsongen 2018/2019. The Gunners lottades i samma grupp som Eintracht Frankfurt, Standard Liège och Vitória.

#### Gruppspel
| Nr | Lag                 | S | V | O | F | GM | IM | MS | P  |
| -- | ------------------- | - | - | - | - | -- | -- | -- | -- |
| 1  | Arsenal             | 6 | 3 | 2 | 1 | 14 | 7  | +7 | 11 |
| 2  | Eintracht Frankfurt | 6 | 3 | 0 | 3 | 8  | 10 | −2 | 9  |
| 3  | Standard Liège      | 6 | 2 | 2 | 2 | 8  | 10 | −2 | 8  |
| 4  | Vitória Guimarães   | 6 | 1 | 2 | 3 | 7  | 10 | −3 | 5  |

| Hemma \ Borta       |     |     |     |     |
| Arsenal             | —   | 1–2 | 4–0 | 3–2 |
| Eintracht Frankfurt | 0–3 | —   | 2–1 | 2–3 |
| Standard Liège      | 2–2 | 2–1 | —   | 2–0 |
| Vitória Guimarães   | 1–1 | 0–1 | 1–1 | —   |

#### Slutspel
Lottningen för sextondelsfinalerna ägde rum den 16 december.

#### Sextondelsfinal
| 1     | 20 februari 2020 | Olympiakos                                       | 1 – 0           | Arsenal                             | Karaiskakis Stadium                                             |                                                                 |
| 21:00 | 21:00            | El-Arabi 19' Semedo 26' Bouchalakis 50' Ba 90+1' | (0 – 0) Rapport | Mustafi 71' Lacazette 81′ Xhaka 83' | Pireus, Grekland Publik: 31 456 Domare: Felix Zwayer (Tyskland) | Pireus, Grekland Publik: 31 456 Domare: Felix Zwayer (Tyskland) |
| 21:00 | 21:00            |                                                  |                 |                                     | Pireus, Grekland Publik: 31 456 Domare: Felix Zwayer (Tyskland) | Pireus, Grekland Publik: 31 456 Domare: Felix Zwayer (Tyskland) |
| 21:00 | 21:00            |                                                  |                 |                                     | Pireus, Grekland Publik: 31 456 Domare: Felix Zwayer (Tyskland) | Pireus, Grekland Publik: 31 456 Domare: Felix Zwayer (Tyskland) |

| 2     | 27 februari 2020 | Arsenal         | 1 – 2 (e.fl.)   | Olympiakos                                | Wembley Stadium                                               |                                                               |
| 21:00 | 21:00            | Aubameyang 113′ | (0 – 0) Rapport | Ba 21' Cissé 53′ Camara 59' El-Arabi 120′ | London, England Publik: 60 242 Domare: Davide Massa (Italien) | London, England Publik: 60 242 Domare: Davide Massa (Italien) |
| 21:00 | 21:00            |                 |                 |                                           | London, England Publik: 60 242 Domare: Davide Massa (Italien) | London, England Publik: 60 242 Domare: Davide Massa (Italien) |
| 21:00 | 21:00            |                 |                 |                                           | London, England Publik: 60 242 Domare: Davide Massa (Italien) | London, England Publik: 60 242 Domare: Davide Massa (Italien) |

Olympiakos avancerade till åttondelsfinal med det ackumulerade slutresultatet 2–2 genom bortamålsregeln.

## Utmärkelser

### Månadens spelare i Arsenal
Månadens spelare i Arsenal utses genom omröstning på klubbens officiella hemsida.
| Månad     | Spelare                         | Andel röster |
| --------- | ------------------------------- | ------------ |
| Augusti   | Pierre-Emerick Aubameyang (GAB) | 34%          |
| September | Matteo Guendouzi (FRA)          | 48%          |
| Oktober   | Gabriel Martinelli (BRA)        | 75%          |
| November  | Bernd Leno (GER)                | 83%          |
| December  | Lucas Torreira (URU)            | 37%          |
| Januari   | Gabriel Martinelli (BRA)        | 49%          |
| Februari  | Bukayo Saka (ENG)               | [ 111 ]      |
| Juni      | Kieran Tierney (SCO)            | 40%          |

### Månadens mål
Månadens mål i Arsenal utses genom omröstning på klubbens officiella hemsida.
| Månad     | Spelare                         | Turnering            | Motståndare                | Andel röster |
| --------- | ------------------------------- | -------------------- | -------------------------- | ------------ |
| Augusti   | Pierre-Emerick Aubameyang (GAB) | Premier League       | Burnley                    | 34%          |
| September | Alexandre Lacazette (FRA)       | Premier League       | Tottenham                  | 39%          |
| Oktober   | Joe Willock (ENG)               | Ligacupen            | Liverpool                  | 46%          |
| November  | Kim Little (SCO)                | Women's Super League | Tottenham Hotspur FC Women | 31%          |
| December  | Nicolas Pépé (CIV)              | Premier League       | West Ham United            | 29%          |
| Januari   | Gabriel Martinelli (BRA)        | Premier League       | Chelsea                    | 60%          |
| Februari  | Pierre-Emerick Aubameyang (GAB) | Europa League        | Olympiakos                 | 22%          |
| Juni      | Dani Ceballos (ESP)             | FA-cupen             | Sheffield United           | 26%          |

### Säsongens spelare i Arsenal
Säsongens spelare i Arsenal utses genom omröstning på klubbens officiella hemsida.
| Placering | Spelare                         | Andel röster |
| --------- | ------------------------------- | ------------ |
| 1         | Pierre-Emerick Aubameyang (GAB) | 74%          |
| 2         | Bernd Leno (GER)                | 16%          |
| 3         | Bukayo Saka (ENG)               | 10%          |

### Säsongens mål i Arsenal
Vinnaren av säsongens mål i Arsenal valdes via en öppen omröstning på klubbens officiella hemsida.
| Månad | Spelare                         | Turnering      | Motståndare |
| ----- | ------------------------------- | -------------- | ----------- |
| 1     | Gabriel Martinelli (BRA)        | Premier League | Chelsea     |
| 2     | Pierre-Emerick Aubameyang (GAB) | FA-cupen       | Chelsea     |
| 3     | Joe Willock (ENG)               | Ligacupen      | Liverpool   |